# NGC 3216
NGC 3216 (również PGC 30312 lub UGC 5593) – galaktyka eliptyczna (E), znajdująca się w gwiazdozbiorze Lwa. Odkrył ją William Herschel 10 kwietnia 1785 roku.